# Complexul gloriei militare (Fălești)
Complexul gloriei militare este un monument amplasat în Fălești, Republica Moldova. Este un monument istoric și de artă de importanță națională inclus în Registrul monumentelor Republicii Moldova ocrotite de stat cu nr. 1045 (raionul Fălești). Datează din 1969.